# Bullhead City
Bullhead City es una ciudad ubicada en el condado de Mohave en el estado estadounidense de Arizona. En el censo de 2010 tenía una población de 39 540 habitantes y una densidad poblacional de 254 hab/km². Se encuentra a orillas del río Colorado, muy cerca de la frontera con Nevada y California. 

## Geografía
Bullhead City se encuentra ubicada en las coordenadas 35°7′47″N 114°33′40″O / 35.12972, -114.56111. Según la Oficina del Censo de los Estados Unidos, Bullhead City tiene una superficie total de 155,85 km², de la cual 153,8 km² corresponden a tierra firme y (1,32%) 2,05 km² es agua.

## Demografía
Según el censo de 2010, había 39 540 personas residiendo en Bullhead City. La densidad de población era de 254 hab/km². De los 39.540 habitantes, Bullhead City estaba compuesto por el 81,86% blancos, el 1,28% eran afroamericanos, el 1,14% eran amerindios, el 1,41% eran asiáticos, el 0,15% eran isleños del Pacífico, el 11,19% eran de otras razas y el 2,97% pertenecían a dos o más razas. Del total de la población el 23,74% eran hispanos o latinos de cualquier raza.